# Icedôme
Icedôme Almere was de naam voor een bouwproject voor een sport- en evenementencentrum met overdekte kunstijsbanen in de Nederlandse stad Almere. De baan zou als Nederlands wedstrijdcentrum voor schaatsen de opvolger worden van Thialf in Heerenveen. Almere won in deze race de gunning van de Koninklijke Nederlandsche Schaatsenrijders Bond (KNSB) van Heerenveen en Zoetermeer. In deze planning zou het Icedôme in 2016 geopend worden. De plannen voor de gunning van de status van schaatstoplocatie aan Icedôme werden echter in juni 2014 door de KNSB afgeblazen, en in september dat jaar werden de plannen voor de bouw ook ingetrokken.

## Geschiedenis

### Voorgeschiedenis
Sinds 2004 is gewerkt aan plannen voor een ander (top)sportcentrum voor schaatsen en andere ijssporten door een groep mensen en bedrijven. In 2005 werd het eerste plan voor Almere ingediend. Dit bleek echter nog te vroeg voor de snelste groeigemeente van Nederland. In de jaren 2009 tot en met 2011 waren de initiatiefnemers van 2004 betrokken bij plannen voor vernieuwing van Thialf en een tweede baan voor de topsport. Toch werd in 2011 besloten weer naar de locatie Almere Poort te kijken. De gemeente Almere ontving het project positief en steunde vanaf het begin Icedôme Almere.

### Keuze voor Almere
Op 10 november 2012 besloten KNSB en NOC*NSF mede op advies van het ministerie van Volksgezondheid, Welzijn en Sport om een tender uit te schrijven en daarvoor de drie projecten uit te nodigen die zich tot dan toe hadden gemeld: Thialf in Heerenveen, Icedôme te Almere en TranSportium te Zoetermeer. In januari 2013 startten de voorbereidingen van de procedure. Op 1 maart 2013 schreven de drie genoemde partijen zich in voor de tender. Begin mei presenteerden zij hun bidbook aan de opdrachtgevers NOC*NSF en KNSB.
Op 20 mei 2013 lekte het plan van de beoordelingscommissie selectie schaatsaccommodaties voor de topsport, waarin de Icedôme als de toplocatie voor het wedstrijdschaatsen werd aangewezen, vroegtijdig uit. Door de ontstane commotie kwam Thialf onverwacht weer in beeld als aangewezen (concurrerende) toplocatie. Hierop ontstond er een juridische strijd tussen KNSB en Icedôme Almere, dat een definitieve uitspraak eiste.
Op 26 juli maakten KNSB en NOC*NSF de voorlopige gunning aan Icedôme Almere bekend. Thialf en TranSportium gingen tegen de uitspraak in beroep. Ook vier KNSB-gewesten waren tegen de keuze van Almere, te weten gewest Zuid-Holland, Noord-Holland/Utrecht, Gelderland en Friesland. Zij wilden de wedstrijden in Heerenveen blijven rijden en trainen in een nieuw te bouwen complex in Zoetermeer.
Begin september lieten de sportbonden per brief weten dat de bezwaren van beide eisers waren afgewezen en dat de keuze voor Almere definitief was. Thialf legde zich bij dit besluit neer, TranSportium zei nog naar mogelijke juridische stappen te zoeken. Ook TranSportium heeft anno 2016 de financiering niet rondgekregen.
Medio 2013 zei initiatiefnemer Icedôme Almere dat eind 2014 de bouw zou aanvangen van het complex, waarin naast een ijsbaan voor langebaan, shorttrack en kunstrijden plaats zou zijn voor inline-skaten, ijshockey, curling, tennis, bobsleeën, turnen en allerhande evenementen. In december 2013 plaatste het ministerie van Infrastructuur en Milieu het project Icedôme onder de Crisis- en herstelwet, waarmee er een versnelde bestemmingsplanprocedure kon worden doorlopen.

### Vertraging
In april 2014 sprak de KNSB van vertraging wegens problemen met de juridische onderbouwing. Op 4 juni 2014 maakte de schaatsbond bekend dat de hal in Almere de topstatus niet kreeg omdat het consortium de problemen met de financiering niet kon oplossen. Het consortium gaf aan zich op eventuele aangepaste bouwplannen te beraden, maar maakte eind september 2014 bekend dat er definitief geen Icedôme kwam.

## Buiter
Op 14 juni 2013 bleek dat initiatiefnemer en oud-PvdA-gemeenteraadslid Folkert Buiter financieel onder vuur lag bij schuldeisers. Het Gerechtshof Leeuwarden veroordeelde Buiter de week ervoor tot het betalen van een schadevergoeding aan voormalige zakenpartners van het Almeerse bedrijf Metafoor van 1,4 miljoen euro plus proceskosten. Uit een onderzoek van Follow the Money in maart 2014, in samenwerking met Omroep Flevoland, bleek al dat de geraamde 183 miljoen euro een onmogelijk bedrag was om de exploitatie - zonder subsidie - rond te krijgen.